# Spoorlijn Neumünster - Bad Oldesloe
De spoorlijn Neumünster - Bad Oldesloe is een spoorlijn tussen Neumünster en Bad Oldesloe in de Duitse deelstaat Sleeswijk-Holstein. De spoorlijn is als lijn 1043 onder beheer van DB Netze.

## Geschiedenis
Het traject werd door de Altona-Kieler Eisenbahn-Gesellschaft (AKE) op 10 december 1875 geopend.

## Treindiensten
De Deutsche Bahn verzorgde het personenvervoer en het goederenvervoer op dit traject met RB-treinen. Het traject Bad Segeberg - Bad Oldesloe werd vanaf 1984 in een uurdienst bediend.
De Nordbahn verzorgt sinds december 2002 het personenvervoer op dit traject met RB-treinen van het type Lint 41H.
| Serie | Treinsoort              | Route                                                | Bijzonderheden |
| ----- | ----------------------- | ---------------------------------------------------- | -------------- |
| RB 82 | Regionalbahn (Nordbahn) | Bad Oldesloe – Bad Segeberg – Wahlstedt – Neumünster |                |

## Aansluitingen
In de volgende plaatsen is of was er een aansluiting op de volgende spoorlijnen:
Neumünster
DB 1040, spoorlijn tussen Neumünster en Flensburg
DB 1041, spoorlijn tussen Neumünster en Ascheberg
DB 1042, spoorlijn tussen Neumünster en Heide
DB 1220, spoorlijn tussen Hamburg-Altona en Kiel
Neumünster Süd
DB 9121, spoorlijn tussen Hamburg-Altona en Neumünster Süd
Bad Oldesloe
DB 1120, spoorlijn tussen Lübeck en Hamburg
DB 1142, spoorlijn tussen Schwarzenbek en Bad Oldesloe
DB 6928, spoorlijn tussen Hagenow Land en Bad Oldesloe
DB 9120, spoorlijn tussen Elmshorn en Bad Oldesloe

## Afbeeldingen

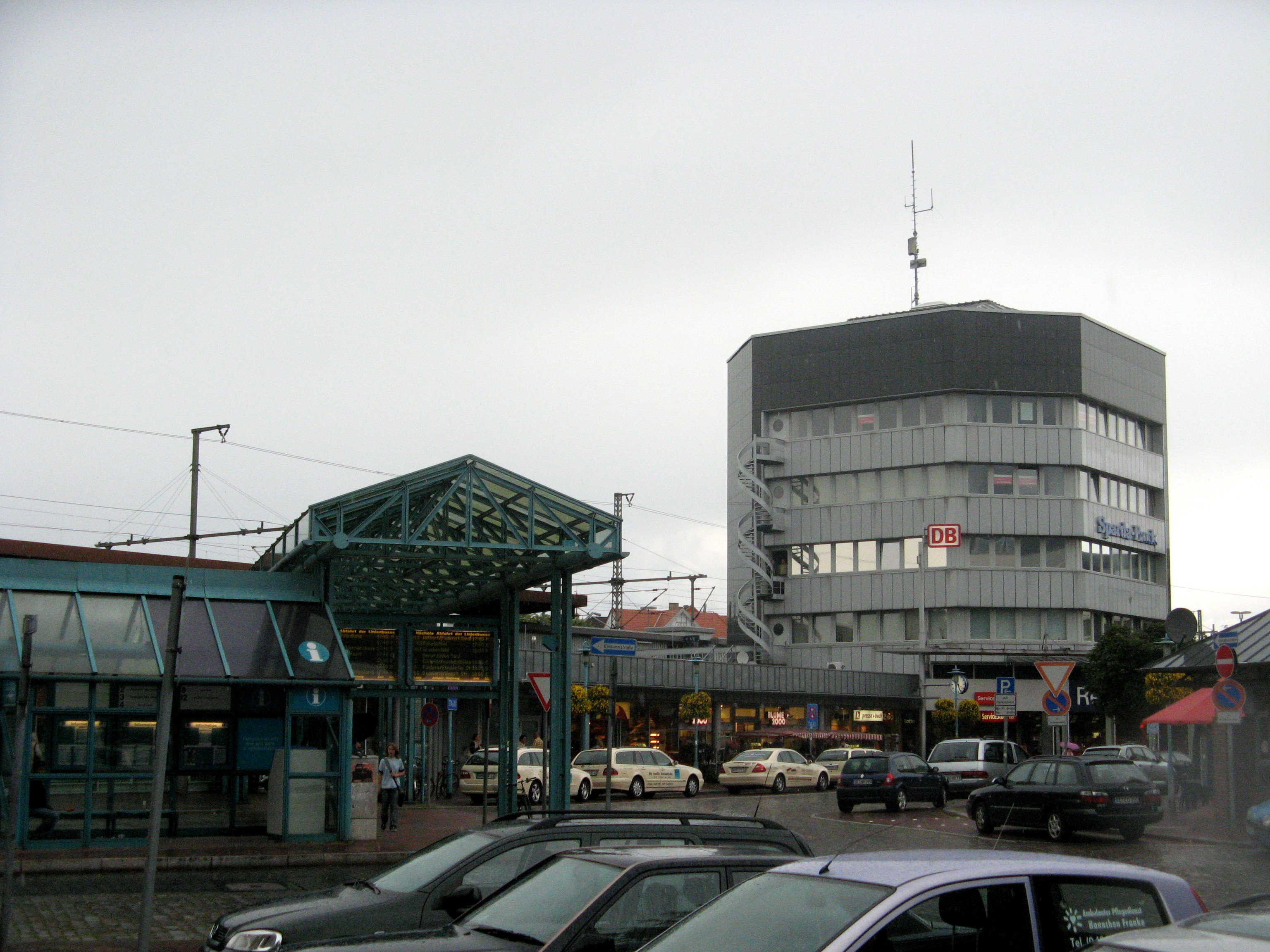
Station Neumünster
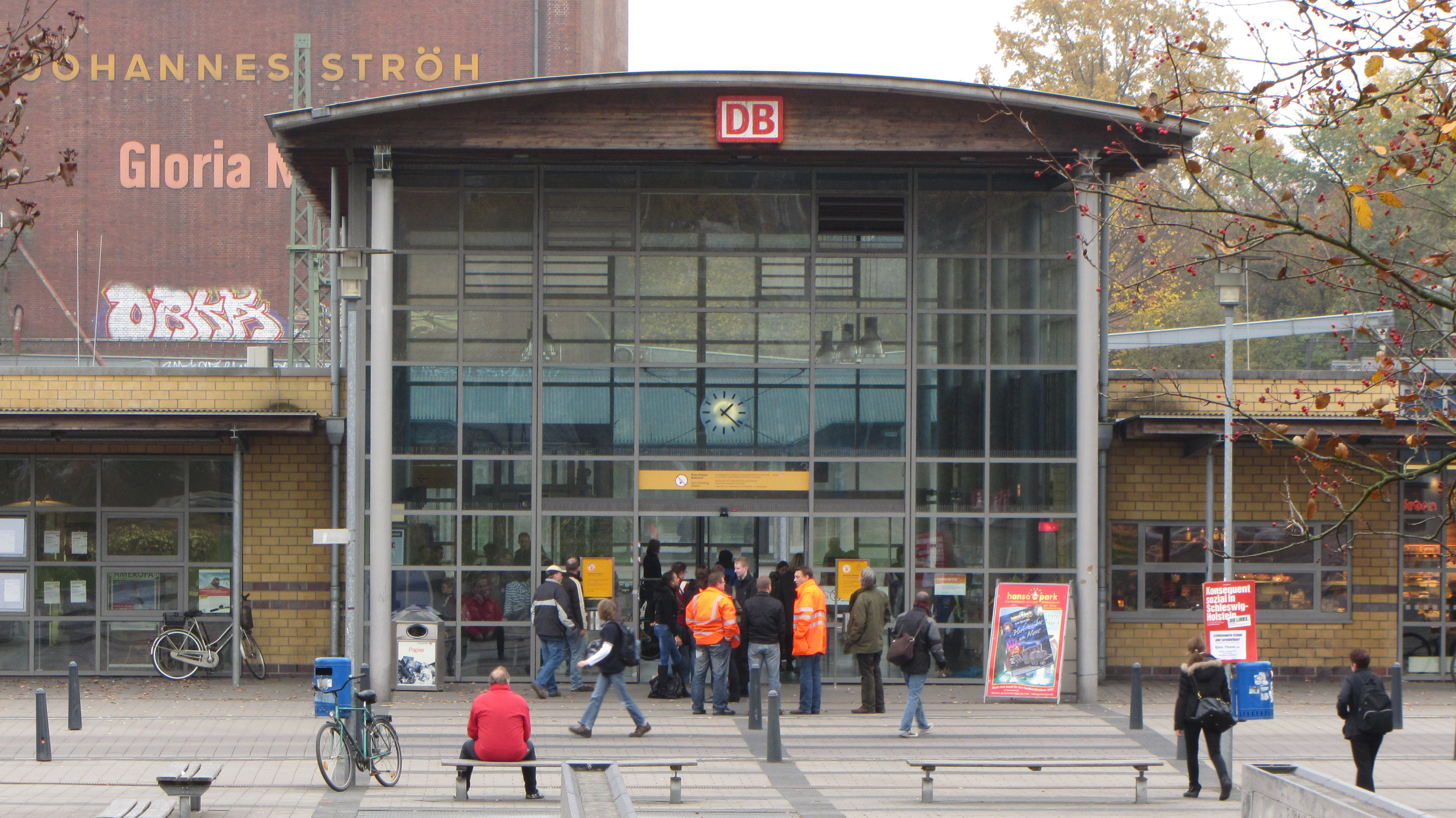
Station Bad Oldesloe